# Modelo de Reed-Frost
O Modelo de Reed-Frost é um modelo epidêmico estocástico criado na década de 1920 pelo matemático Lowell Reed e médico Wade Hampton Frost, ambos professores da Universidade Johns Hopkins. Apesar de originalmente eles utilizarem o modelo em 1925, em suas aulas de epidemiologia, somente na década de 1950 a formulação matemática foi publicada e transformada em um programa de TV.

## História

Lowell Reed no programa Epidemic theory: what is it?, apresentando o modelo criado por ele e Frost.

Durante a década de 1920, o matemático Lowell Reed e o médico Wade Hampton Frost desenvolveram um modelo de cadeia binomial para a propagação de doenças, utilizado nas suas aulas de bioestatística e epidemiologia na Universidade Johns Hopkins. Apesar de não terem publicado seus resultados, vários outros acadêmicos fizeram referência a eles em seus estudos. Somente em 1950 a formulação matemática foi publicada e transformada em um programa de televisão intitulado Epidemic theory: what is it?.
No programa, Lowell Reed, após explicar a definição formal do modelo, demonstra a sua aplicação por meio de uma experimentação com bolas de gudes de diferentes cores.

Aqui, Lowell Reed demonstra o uso do modelo, despejando bolas de gude na calha para simular um período de tempo de uma epidemia.

O modelo é uma extensão do que foi proposto por H. E. Soper em 1929 para o sarampo. O modelo de Soper era determinístico, em que todos membros da população eram igualmente suscetíveis à doença e tinham poder infeccioso, a capacidade de transmitir doenças. O modelo também se baseou na lei de ação das massas, para que a taxa de infecção em um determinado momento fosse proporcional ao número de suscetíveis e infecciosos naquela época. Ele é eficaz para populações moderadamente grandes, mas não leva em consideração vários infecciosos que entram em contato com o mesmo indivíduo. Portanto, em pequenas populações o modelo superestima muito o número de indivíduos suscetíveis que se tornam infectado.
Reed e Frost modificaram o modelo Soper para levar em consideração o fato de que apenas um novo caso seria produzido, se um determinado suscetível tivesse contato com dois ou mais casos. O modelo Reed-Frost tem sido amplamente utilizado e tem servido como base para o desenvolvimento de estudo de simulação de propagação de doenças mais detalhado.

## Descrição
O modelo de Reed-Frost é um modelo epidêmico SIR, em que S denomina a classe de suscetível para a doença em questão, I para os infectados (assumimos que todos infectados são infecciosos) e R para removidos ou recuperados.

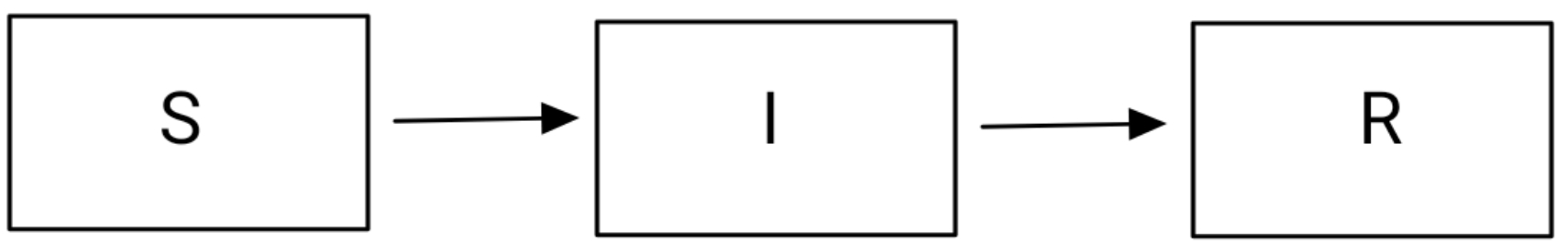
Estados do modelo epidêmico SIR.

O modelo trabalha com o tempo discreto, em que as infecções ocorrem em gerações (semelhante a um processo de ramificação). Os eventos probabilísticos de uma geração dependem apenas da geração anterior, além disso são descritos com uma probabilidade binomial. Por isso tudo, o modelo também é conhecido por modelo de cadeia binomial.
O modelo é baseado nas premissas:
1. A população é fechada (taxas de morte, nascimento, imigração e emigração não são consideradas).
2. A infecção ocorre por meio de contatos infecciosos (aqueles em que é possível ocorrer a infecção) com indivíduos infectados e somente assim.
3. Os contatos são independentes.
4. Qualquer indivíduo suscetível, após um contato infeccioso, torna-se infectado no tempo seguinte. Em outras palavras, não há intervalo de tempo entre a mudança de estado de suscetível para infectado.
5. Os infectados são removidos após uma unidade de tempo (geração).

Uma das ferramentas mais importantes nos modelos matemáticos epidemiológicos é o  número básico de reprodução (ou taxa básica de reprodução) usualmente denotado por {\displaystyle R_{0}}. A partir dele, é possível afirmar se ocorrerá ou não um surto epidêmico. No modelo de Reed-Frost, {\displaystyle R_{0}=p.N} ou {\displaystyle R_{0}=p(N-I_{0})}, em que {\displaystyle N} é o número total da população e {\displaystyle I_{0}} a quantidade inicial de infectados.

### Abordagem Matemática
Sejam {\displaystyle S_{j}} e {\displaystyle I_{j}} o número de suscetíveis e infectados respectivamente no tempo {\displaystyle j}. Sendo {\displaystyle q} a probabilidade de escapar de um contato infeccioso, a cadeia binomial de Reed-Frost possui as probabilidades condicionais:
{\displaystyle {\begin{aligned}{}&\Pr(I_{j+1}=i_{j+1}\mid S_{0}=s_{0},I_{0}=i_{0},\cdots ,S_{j}=s_{j},I_{j}=I_{j})\\=&\Pr(I_{j+1}=i_{j+1}\mid S_{j}=s_{j},I_{j}=i_{j})\\=&{\binom {s_{j}}{i_{j+1}}}(1-q^{i_{j}})^{i_{j+1}}(q^{i_{j}})^{s_{j}-i_{j+1}}.\end{aligned}}}
Em que {\displaystyle S_{j+1}=S_{j}-I_{j+1}}.  Isso significa que um indivíduo suscetível na geração {\displaystyle j}, permanece suscetível se escapar de todos os infectados da sua geração, e os contatos infecciosos são independentes. Além disso, dado os estados inicias {\displaystyle S_{0}=n} e {\displaystyle I_{0}=m} a probabilidade da cadeia completa: {\displaystyle i_{1},\cdots ,i_{k},i_{k+1}=0} é obtida condicionando sequencialmente e utilizando as propriedades da cadeia de Markov. Isto é, seja {\displaystyle s_{j+1}=s_{j}-i_{j+1}}, temos que:
{\displaystyle {\begin{aligned}{}&\Pr(I_{1}=i_{1},\cdots ,I_{k}=i_{k},I_{k+1}=0\mid S_{0}=n,I_{0}=m)\\&=\Pr(I_{1}=i_{1}|S_{0}=n,I_{0}=m)\times \cdots \times \Pr(I_{k+1}=0\mid S_{k}=s_{k},I_{k}=i_{k})\\&={\dbinom {n}{i_{1}}}(1-q^{m})^{i_{1}}(q^{m})^{n-i_{1}}\times \cdots \times {\dbinom {s_{k}}{0}}(1-q^{i_{k}})^{0}(q^{i_{k}})^{s_{k}}.\end{aligned}}}
Um outro fator importante no estudo de uma epidemia é a quantidade total de infectados. Para encontrá-la, usa-se a fórmula {\displaystyle Z=\sum _{j\geq 1}Y_{j}} (note que os primeiros infectados são excluídos). Para encontrar a probabilidade de ter-se {\displaystyle z} infectados, soma-se todas as probabilidades  tal que {\displaystyle |y|=\sum _{j\geq 1}y_{j}=z}, ou seja,
{\displaystyle \Pr(Z=z|S_{0}=n,I_{0}=m)=\sum _{y:|y|=z}\Pr(I_{1}=i_{1},\cdots ,I_{k}=i_{k},I_{k+1}=0|S_{0}=n,I_{0}=m).}
Perceba que se {\displaystyle I_{j}=0\Rightarrow I_{j+1}=0}. Isso implica que só é possível ter um novo infectado, se existe algum indivíduo infectado. Portanto, o tamanho da cadeia não pode ser maior do que o número total de infectados, tornando o número de possibilidades de cadeias finito.
Finalmente, obtêm-se o número de novos suscetíveis e pessoas recuperadas, respectivamente, pelas equações:
{\displaystyle {\begin{aligned}{}&S_{j+1}=S_{j}-I_{j+1},\\&R_{j+1}=R_{j}+I_{j}=\sum _{r=0}^{j}I_{r}.\end{aligned}}}
Como a população é fechada, {\displaystyle S_{j}+I_{j}+R_{j}=N} para todo {\displaystyle j}. As equações acima formam o modelo de Reed-Frost.

### Exemplo
Considere uma família com 3 pessoas (todas morando na mesma casa) em que uma delas está infectada e as outras duas estão suscetíveis. Esse modelo assume que os infectados são removidos após uma geração (uma unidade de tempo). Então, entre uma geração e outra, os seguintes eventos podem acontecer:
1. Nenhum dos suscetíveis é infectado;
2. Os dois são infectados;
3. Um deles é infectado.

Sejam {\displaystyle q} a probabilidade de um suscetível escapar de uma infecção e {\displaystyle p=1-q}. Então, a probabilidade de (1) é {\displaystyle q^{2}}, e, nesse caso, a cadeia termina. Além disso, a cadeia também termina se (2) ocorrer - com probabilidade {\displaystyle p^{2}}. O caso (3) possui mais implicações.
A probabilidade de (3) ocorrer é {\displaystyle 2pq}. Na próxima geração, a casa terá um infectado e um suscetível somente. A partir daí, podem acontecer dois eventos: o suscetível não é infectado com probabilidade {\displaystyle q},  e então teremos a probabilidade final {\displaystyle 2pq.q=2pq^{2}}, ou o suscetível é infectado com probabilidade {\displaystyle p}, e a probabilidade final é {\displaystyle 2p^{2}q}. A tabela abaixo ilustra esse caso com diferentes valores de {\displaystyle p}.
| Cadeia                                      | Probabilidades          | com {\displaystyle p=0,4} | com {\displaystyle p=0,7} | Número final de infectados |
| ------------------------------------------- | ----------------------- | ------------------------- | ------------------------- | -------------------------- |
| {\displaystyle 1\rightarrow 0}              | {\displaystyle q^{2}}   | 0,360                     | 0,90                      | 1                          |
| {\displaystyle 1\rightarrow 1\rightarrow 0} | {\displaystyle 2pq^{2}} | 0,288                     | 0,126                     | 2                          |
| {\displaystyle 1\rightarrow 1\rightarrow 1} | {\displaystyle 2p^{2}q} | 0,192                     | 0,294                     | 3                          |
| {\displaystyle 1\rightarrow 2}              | {\displaystyle p^{2}}   | 0,160                     | 0,490                     | 3                          |
| Total                                       | 1                       | 1,000                     | 1,000                     |                            |